# Кривичи (Ровненская область)
Кривичи́ (укр. Кривичі) — село в Дядьковичской сельской общине Ровненского района Ровненской области Украины.
Население по переписи 2001 года составляло 107 человек. Почтовый индекс — 35336. Телефонный код — 362. Код КОАТУУ — 5624682703.